# Wiłkajcie
Wiłkajcie (Duits: Wilkatschen; 1938-1945: Birkendorf) is een plaats in het Poolse woiwodschap Ermland-Mazurië, gelegen in het district Gołdapski. De plaats maakt deel uit van de stad- en landgemeente Gołdap.